# Hasta luego, y gracias por el pescado
Hasta luego, y gracias por el pescado ("So Long, and Thanks for All the Fish") (1984, ISBN 0-345-39183-7) es la cuarta entrega de Douglas Adams de su serie de novelas The Hitchhiker's Guide to the Galaxy. El título del libro se basa en los hechos extraños que ocurrieron con los delfines antes de la destrucción de la tierra por los vogones para la construcción de una autopista hiperespacial; además, en el libro se mostrara un nuevo personaje importante en la vida de Arthur

## Argumento
Arthur Dent, haciendo auto-stop, llega a un planeta el cual está lloviendo torrencialmente, dándose cuenta de que es la Tierra, por lo que se cuestiona lo último vivido por él, pero por la lluvia, pide aventón haciendo auto-stop para que uno de los autos pare, entonces, una camioneta se detiene para llevarlo, al subirse ve a una joven dormida, "Fenny" (Fenchurch es su nombre original) y su hermano, que está conduciendo; este le explica las raras cosas que han estado sucediendo desde que la tierra fue destruida, le cuenta que hubo histeria masiva, ya que muchos recuerdan haber visto gigantescas naves amarillas, además de que los delfines desaparecieron sin dejar rastro, pero estaba más atento a como estaba la mujer, el hermano le dice que fue una de las personas con la histeria, y que está ahí sedada ya que tenía grandes ataques de pánico. Como Arthur ya estaba llegando a su casa, que extrañamente la encontró normal, lo único extraño es el mal estado, ya que parece que nadie ha vivido ahí durante tiempo; las cartas están amontonadas en la puerta, la comida está rancia (el come, y por eso salva a la especie humana de sufrir el contagio de un virus mortal que Arthur tenía sin saber) y la gran cantidad de polvo; entonces al irse a acostar, encuentra un regalo: una pecera con una inscripcción grabada que dice "Hasta luego, y gracias por el pescado", sin saber de que se trata, la llena de agua y echa dentro a su Pez babel, pero considera que Fenny está relacionada con la destrucción de la Tierra.
Después de ordenar el caos en su casa, decide ir al bar para conseguir información acerca de Fenny, entonces, se encuentra con ella haciendo auto-stop, por lo que después de llevarla a donde iba, ella le da su número, pero a este se le pierde, pero aprendió más sobre las circunstancias inusuales de ella. Luego al llegar a su casa, se dedica sin éxito a buscar la cueva donde él vivió cuando la nave de los Golgafrinchans se estrelló, extrañamente, Fenchurch tiene una casa sobre su antigua cueva (habían pasado 10 millones de años). Como los dos se encuentran en circunstancias inusuales, estas circunstancias los unen, hablando entre ellos para darse cuenta de que tienen mucho en común, esta le revela que momentos antes de las alucinaciones sobre las naves amarillas, tuvo una epifanía sobre cómo arreglar al mundo y todo (la pregunta), pero después de eso no se acuerda y no lo puede recordar. Después de ver que los pies de Fenchurch no tocan el suelo, Arturo le enseña a volar y juntos hacen el amor sobre los cielos de Londres.
Ellos viajan a California para hablar con Jhon Watson, conocido como "Wonko el cuerdo", un científico que dice saber porque los delfines desaparecieron. Watson tiene una esfera con una frase grabada, igual que Fenchurch y Arthur; pero Watson descubrió que informaba; al ponerse la esfera en la oreja, oyó un mensaje de audio de los delfines: estos advertían de la destrucción de la Tierra por los vogones, pero ellos salieron del planeta por dimensiones alternas, pero sin antes poner una tierra de una dimensión alternativa, trasladando todo y a todos para salvar la especie humana. Después de oír la verdad, Arthur le confiesa a Fenchurch lo que ha estado haciendo durante este tiempo, por lo que ellos salen de la tierra para viajar por el espacio.
Paralelamente a estos acontecimientos, Ford Prefect descubre que durante una actualización de la "Guía del autoestopista", su entrada anterior de la Tierra, "fundamentalmente inofensiva", ha sido sustituido por los volúmenes de texto que escribió durante su investigación. Reconociendo que hay algo extraño, Ford empieza a ir haciendo auto-stop a través de la galaxia para llegar a la Tierra; con el tiempo utilizando un buque de un robot gigante llega a la tierra, asentándose en el centro de Londres y provocando el pánico. En el caos, Ford se encuentra con Arthur y Fenchurch y juntos deciden comandar la nave del robot, siendo polizones en la nave, Arthur y Fenchurch se dirigen al planeta donde está escrito: Mensaje Final de Dios a Su Creación, y, por casualidad se encuentran a Marvin, que, a causa de eventos anteriores, es ahora aproximadamente 37 veces más viejo que el universo conocido y apenas es capaz de continuar moviéndose. Marvin, con ayuda de Arthur y Fenchurch, leen el mensaje "We apologize for the inconvenience" ( "Pedimos disculpas por las molestias"), sonriendo, pronuncia sus últimas palabras "Creo que ... me siento bien" ("I think... I feel good about it,"), y muere feliz.

## Discusión
La novela tiene un tono muy diferente a los libros anteriores de la serie. Esto es en parte porque es un romance, y en parte porque el libro se en cualquier tiempo de forma más irregular que sus predecesores. Adams incluso inyecta una sub-trama humorística. Tal vez lo más notorio es que existe muy poco espacio-viaje: Arthur solo deja la nueva Tierra en los últimos capítulos. El editor de Adams, Sonny Mehta fue a vivir con el autor para garantizar que el libro cumpliera con su (ampliado) plazo. Como resultado de ello, Adams declaró posteriormente que no estaba totalmente satisfecho con el libro; que incluye varias intrusiones discordantes del autor.Los compañeros del autor Neil Gaiman describieron la novela como "paternalista e injusto"
El libro también refleja un cambio importante en vista de Adams con respecto a los ordenadores. En los libros anteriores, los equipos se les veía muy negativamente, según los puntos de vista de Adams. Sin embargo, entre la escritura de La vida, el universo y todo lo demás y Hasta luego, y gracias por el pescado, su actitud hacia la tecnología cambió considerablemente. Después de haberla probado en una feria, se enamoró con el primer modelo de Macintosh, el inicio de un amor a largo romance con la marca (de hecho, él afirmó haber comprado dos de los tres primeros Macintosh en el Reino Unido, la otra fue comprada por su amigo Stephen Fry). En Hasta luego, y gracias por el pescado, Arthur Dent compra un equipo para elaborar un mapas de estrellas; Adams hace un solo comentario despectivo sobre esta decisión.

## Importancia literaria y recepción
En 1993, el Library Journal, dijo que en Hasta luego, y gracias por el pescado fue “llena de humor descabellado y lógica pretzel que solo Adams pudo escribir tan deliciosamente”
La revisión de la School Library Journal dijo que “el humor está todavía “off-the-wall, pero es mucho más suave que los otros libros. La trama es más directa y un poco menos extraña que sus antecesores".

## Adaptaciones a audio-libros
Se han realizado tres grabaciones de audio-libro de la novela. La primera fue una edición abreviada, registradose a mediados de la década de 1980 por Stephen Moore, conocido por interpretar la voz de Marvin en la serie de radio, las adaptaciones y LP en la serie de televisión. En 1990, Adams creó una edición abreviada, posteriormente reeditada por New Millennium Audio en los Estados Unidos y disponible por Harper Collins en el Reino Unido. En 2006, el actor Martin Freeman, que había desempeñado Arthur Dent en la película de 2005, registró una nueva edición del audio-libro.